# Kepler-292
Kepler-292 è una nana arancione nella sequenza principale di magnitudine 16,3 situata nella costellazione del cigno. Dista circa 3444 anni luce dalla Terra.
Nel 2014 sono stati scoperti 5 pianeti in orbita attorna ad essa.

## Sistema planetario
Nel 2014 è stato annunciata la presenza di cinque pianeti attorno alla stella, di dimensioni poco superiori a quelle della Terra.
Sotto, un prospetto del sistema di Kepler-292.
| Pianeta | Raggio       | Periodo orb.  | Sem. maggiore | Scoperta |
| ------- | ------------ | ------------- | ------------- | -------- |
| b       | 1,32±0,14 R⊕ | 2,581 giorni  | 0,035 UA      | 2014     |
| c       | 1,47±0,15 R⊕ | 3,715 giorni  | 0,045 UA      | 2014     |
| d       | 2,23±0,21 R⊕ | 7,056 giorni  | 0,068 UA      | 2014     |
| e       | 2,67±0,35 R⊕ | 11,979 giorni | 0,097 UA      | 2014     |
| f       | 2,35±0,22 R⊕ | 20,834 giorni | 0,141 UA      | 2014     |